# ФК Мареново
ФК Мареново је српски фудбалски клуб из Маренова (општина Варварин) и тренутно се такмичи у Општинској лиги Варварин, седмом такмичарском нивоу српског фудбала.

## Историја
Овај клуб је основан 2015. године, а домаће утакмице игра на фудбалском терену у Маренову. Прву званичну утакмицу ФК Мареново одиграо је 12.09.2015. године на свом терену са екипом ФК Костреж из Ћићевца где су домаћи победили са резултатом од 3:0. Сезону 2015/16 овај клуб је завршио као трећепласирани тим у Општинској лиги Варварин, док је у сезони 2016/17 освојио друго место.